# Сульфид тория
Сульфид тория — бинарное неорганическое соединение
тория и серы
с формулой ThS,
кристаллы.

## Получение
- Нагревание стехиометрических количеств чистых веществ [1]:

{\displaystyle {\mathsf {Th+S\ {\xrightarrow {800^{o}C}}\ ThS}}}

## Физические свойства
Сульфид тория образует кристаллы
кубической сингонии, пространственная группа F m3m, параметры ячейки a = 0,56809 нм, Z = 4,
структура типа хлорида натрия NaCl
.
Соединение плавится при температуре >2200°C.